# Niamey-Bas

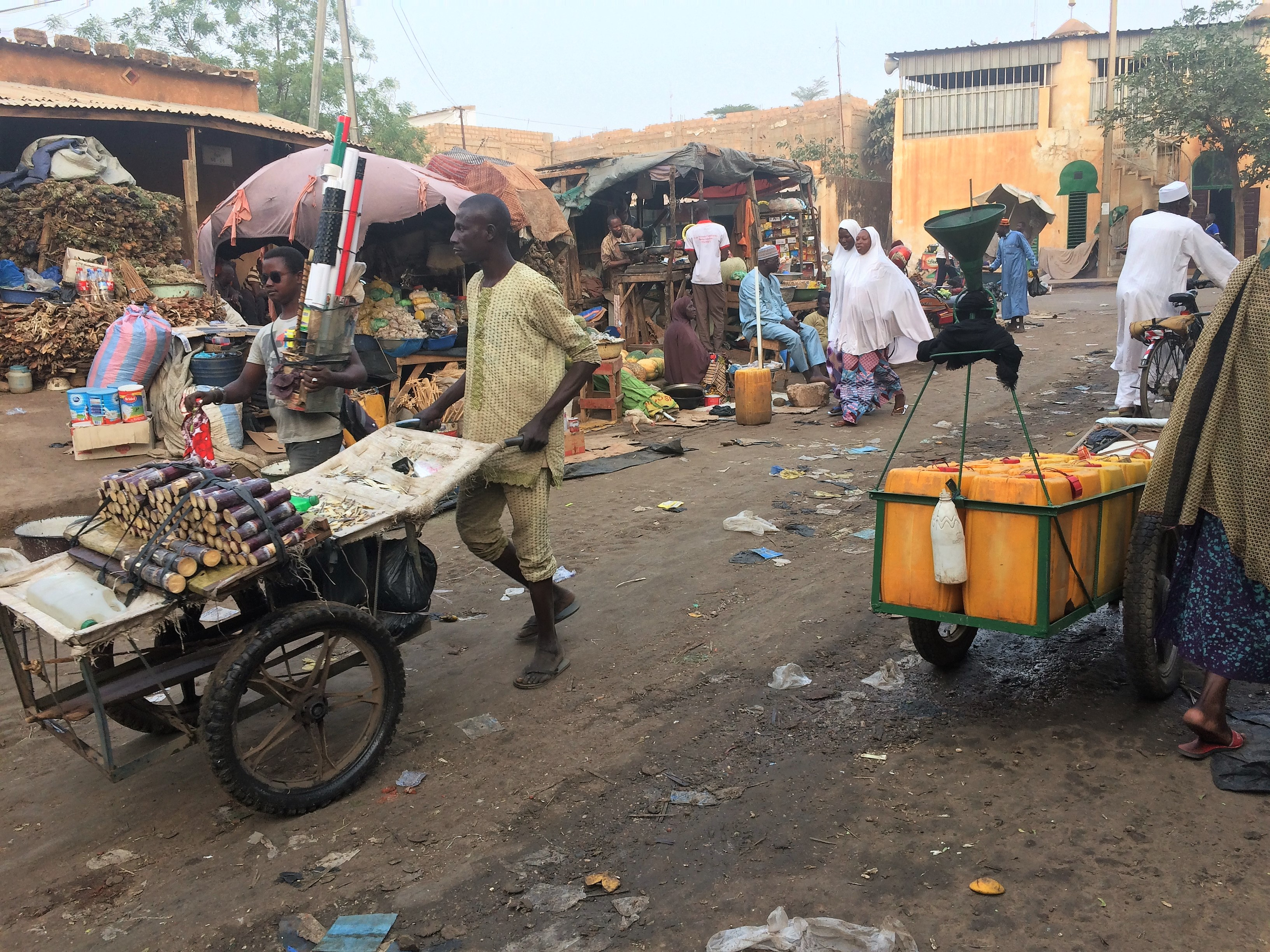
Straßenmarkt in der Rue NB 26 in Niamey-Bas im Jahr 2018

Niamey-Bas ist ein Stadtteil von Niamey in Niger.

## Geographie
Niamey-Bas (französisch für „Nieder-Niamey“) liegt im Stadtzentrum am Fluss Niger, in Teilen der Arrondissements Niamey II und Niamey III. Es umfasst grob die Stadtviertel Terminus und Zongo sowie den östlichen Teil des Stadtviertels Kombo und den westlichen Teil des Stadtviertels Maourey. Das Standardschema für Straßennamen in Niamey-Bas ist Rue NB 1, wobei auf das französische Rue für Straße das Kürzel NB für Niamey-Bas und zuletzt eine Nummer folgt. Dies geht auf ein Projekt zur Straßenbenennung in Niamey aus dem Jahr 2002 zurück, bei dem die Stadt in 44 Zonen mit jeweils eigenen Buchstabenkürzeln eingeteilt wurde.

## Geschichte

Luftaufnahme von Niamey-Bas im Jahr 1930

Die Stadt Niamey wurde in ihrer jetzigen Form durch die Einrichtung eines französischen Militärpostens in den Jahren 1902/1903 gegründet. Dieser Militärposten und die dabei entstehende Siedlung der Europäer befand sich ursprünglich im Gebiet von Niamey-Bas. Nach einem Feuer in der benachbarten Indigenen-Siedlung und wegen der starken Zuwanderung infolge einer Hungersnot im Jahr 1932 wurde schließlich 1937 im Stadtteil Plateau eine neue Europäer-Siedlung errichtet und der Standort in Niamey-Bas aufgegeben.
Nach der Unabhängigkeit Nigers 1960 behielt Plateau die Funktion des Verwaltungszentrums des Gesamtstaates, während Niamey-Bas als Handelszentrum fungierte. Neues Leben erhielt der Stadtteil in den 1960er Jahren durch die Errichtung einer Wohnsiedlung durch die staatliche Bank Crédit du Niger, womit die Wohnungsnot in der Stadt gelindert werden sollte. Das in Niamey-Bas gelegene Stadtviertel Gawèye wurde 1979 auf das andere Ufer des Flusses Niger versetzt, um Raum für Repräsentationsbauten zu schaffen. In den 1980er Jahren bildete Niamey-Bas vorübergehend mit der Gegend um das Nationalmuseum ein gemeinsames administratives Stadtviertel (quartier).